# Wawrzyniec Łobaczewski

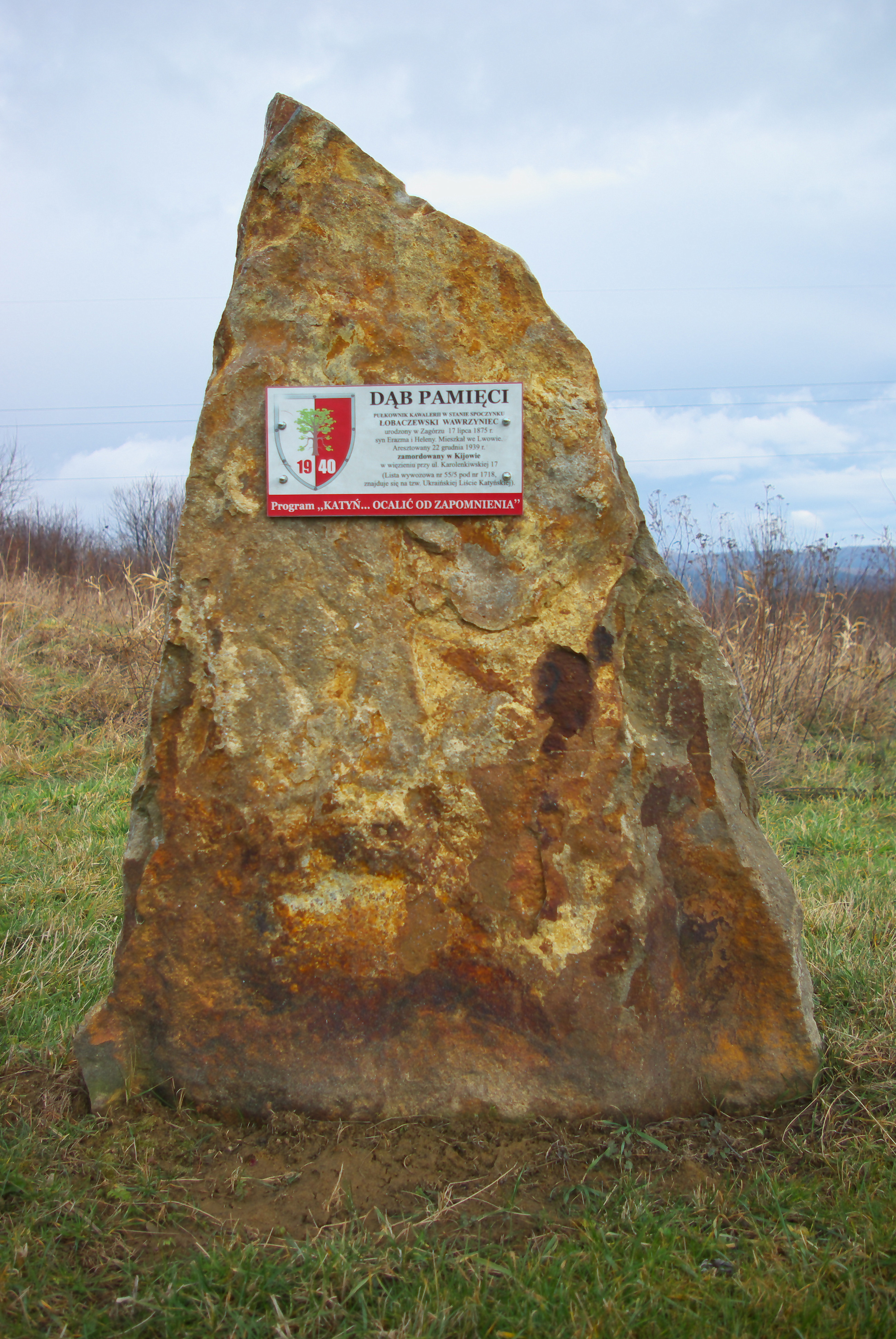
Kamień pamiątkowy przy Dębie Pamięci honorującym Wawrzyńca Łobaczewskiego w Zagórzu

Wawrzyniec Czesław Franciszek Łobaczewski-Wnuczek herbu Jastrzębiec (ur. 17 lipca 1875 w Zagórzu, zm. 1940 w ZSRR) – pułkownik kawalerii Wojska Polskiego, ofiara zbrodni katyńskiej.

## Życiorys
Wawrzyniec Czesław Franciszek Łobaczewski wywodził się z rodu Łobaczewskich herbu Jastrzębiec, używających przydomku „Wnuczek”. Urodził się 17 lipca 1875 w Zagórzu jako syn Erazma (zm. 1899, adwokat, burmistrz Sanoka i Przemyśla, właściciel Zagórza) oraz Heleny z Rittelschildów. Jego rodzeństwem byli: Stanisław (ur. 1866, prawnik), Zygmunt (ur. 1869, również pułkownik kawalerii Wojska Polskiego), Maria Celestyna Helena. W Sanoku zamieszkiwał z rodziną przy ulicy Lwowskiej.
W roku szkolnym 1887/1888 uczył się w II klasie C. K. Gimnazjum w Sanoku. Kształcił się w Gimnazjum oo. Jezuitów w Bąkowicach koło Chyrowa.
W 1895 roku został powołany do 2 pułku ułanów w celu odbycia jednorocznej służby wojskowej. We wrześniu 1896 roku zdał egzamin oficerski zorganizowany w Jarosławiu dla jednorocznych ochotników (razem z nim egzamin złożył Lucjan Borek-Prek). W następnym roku został powołany do służby w pułku ułanów Obrony Krajowej nr 2 w Hohenmauth, w charakterze zastępcy oficera. W 1900 roku został przeniesiony do pułku ułanów Obrony Krajowej nr 1, który w 1917 roku został przemianowany na Pułk Strzelców Konnych Nr 1. W czasie służby awansował kolejno na stopień: kadeta – zastępcy oficera (1 listopada 1897 roku), podporucznika (1 listopada 1898), porucznika (1 listopada 1902 roku), rotmistrza (1 maja 1912 roku) i majora (1 lutego 1918 roku).
21 czerwca 1919 roku został przyjęty do Wojska Polskiego z byłej armii austro-węgierskiej z zatwierdzeniem posiadanego stopnia majora ze starszeństwem z dniem 1 lutego 1918 roku. W tym samym roku zorganizował szwadron zapasowy 6 pułku Ułanów Kaniowskich podczas wojny polsko-ukraińskiej. Został awansowany do stopnia pułkownika w korpusie oficerów kawalerii ze starszeństwem z dniem 1 czerwca 1919. 20 września 1920 roku został mianowany dowódcą 5 pułku strzelców konnych, który w następnym miesiącu został przemianowany na 7 pułk strzelców konnych wielkopolskich w Poznaniu. W październiku 1924 został przydzielony z 7 psk do Zapasu Młodych Koni nr 3 na stanowisko kierownika. W 1924 uczestniczył w wyścigach konnych na torze w Ławicy pod Poznaniem. W grudniu 1926 ogłoszono jego przeniesienie do dyspozycji dowódcy Okręgu Korpusu Nr X. Z dniem 1 marca 1927 roku został mu udzielony dwumiesięczny urlop z zachowaniem uposażenia, a z dniem 30 kwietnia 1927 roku został przeniesiony w stan spoczynku.
Na emeryturze mieszkał we Lwowie. W 1934, jako pułkownik kawalerii w stanie spoczynku, był przydzielony do Oficerskiej Kadry Okręgowej nr VI jako oficer przewidziany do użycia w czasie wojny i pozostawał wówczas w ewidencji Powiatowej Komendy Uzupełnień Lwów Miasto. Był członkiem zwyczajnym Kasyna i Koła Literacko-Artystycznego we Lwowie.
Po wybuchu II wojny światowej, kampanii wrześniowej i agresji ZSRR na Polskę z 17 września 1939 został aresztowany 22 grudnia 1939 we Lwowie przez NKWD. Został zamordowany w Kijowie w więzieniu przy ul. Karolenkiwskiej 17 (lista wywozowa nr 55/5; pod numerem 1718). Jego nazwisko znajduje się na Ukraińskiej Liście Katyńskiej. Ofiary tej części zbrodni katyńskiej zostały pochowane na otwartym w 2012 Polskim Cmentarzu Wojennym w Kijowie-Bykowni.
Czterej pułkownicy kawalerii w stanie spoczynku z Oficerskiej Kadry Okręgowej nr VI w 1934 wymienieni jako oficerowie przewidziani do użycia w czasie wojny, tj. Stefan Cieński, Rudolf Lang, Wawrzyniec Łobaczewski, Gwido Poten, zostali zamordowani w 1940 i widnieją na tzw. Ukraińskiej Liście Katyńskiej.

## Upamiętnienie
27 kwietnia 2010 w Zagórzu z inicjatywy ks. Eugeniusza Dryniaka odbyła się uroczystość zasadzenia dębów pamięci koło Krzyża Milenijnego na wzgórzu nad miastem. W ten sposób uhonorowano trzech zagórzan zamordowanych na Wschodzie; byli to: płk. Wawrzyniec Łobaczewski, por. Jerzy Franciszek Albert oraz ppor. Zbigniew Wyskiel.

## Ordery i odznaczenia
- Krzyż Zasługi Wojskowej 3 klasy z dekoracją wojenną i mieczami
- Signum Laudis Srebrny Medal Zasługi Wojskowej z mieczami na wstążce Krzyża Zasługi Wojskowej
- Signum Laudis Brązowy Medal Zasługi Wojskowej z mieczami na wstążce Krzyża Zasługi Wojskowej
- Złoty Medal Pamiątkowy Jubileuszowy dla Sił Zbrojnych
- Krzyż Jubileuszowy Wojskowy
- Krzyż Pamiątkowy Mobilizacji 1912–1913